# UMTS
UMTS (на английски: Universal Mobile Telecommunications System – Универсална мобилна телекомуникационна система) е една от мобилните технологии трето поколение (3G), която използва W-CDMA за предаване на данните по радио интерфейса. UMTS поддържа скорости на трансфер до 1920 kbit/s, но въпреки това в реалните мрежи скоростта достига до 384 kbit/s. В комбинация с протокола HSDPA скоростта на трансфера на данни може да достигне до 14,4 Mbit/s в посока „даунлинк“ и до 2 Mbit/s в посока „ъплинк“.

## Цели
Една от целите на UMTS (3G поколението като цяло) е мултимедия навсякъде. Други цели:
- Широколентов достъп
- Вграждане на услуги
- Пакетен достъп
- Техники за увеличаване на капацитета:
  - много-потребителско разпознаване, отказ на интерфейс, нагаждащи се антени, MIMO, и т.н.
- Междусистемен (GSM – 3G) препредаване (handover) (на йерархични системи макро-микро-пико клетки)
- Гъвкави кодиращи механизми FDD/TDD/W-CDMA).
- Различни скорости на предаване: Макс. 384Кbps глобален достъп, макс. 2Мbps за локален достъп

## Обща архитектура
Проектирана да бъде една технология за всички видове мрежи, UMTS е разделена на няколко под-мрежи:
- UMTS наземно-радио мрежи за достъп (англ. UTRAN-UMTS Terrestrial Radio Access Network),
  - състоящ се от радио мрежова подсистема (англ. radio network subsystems-RNS) свързвана към основната мрежа (англ. core network-CN) през Iu интерфейс.
- област с обратна връзка (англ. circuit switched (CS) domain)
- област с пакетна връзка (англ. packet switched (PS) domain).

Kачество на услугата (QoS) в UMTS мрежи се определя от локалната политика на мрежата. Въвеждайки SIP сървъри в такива мрежи подпомага изпълняването на такава политика за SIP обаждания.

## UMTS в България

### Оператори в България
В България UMTS-мрежи се поддържат от следните доставчици:
- Мобилтел ЕАД (Мтел)
- Теленор България
- БТК АД (Vivacom)